# Stade de Vallauris
Maillots
Le Stade de Vallauris est un club de football français basé à Vallauris créé en 1912 qui évolue en Division Départementale 1. Le club connaît son heure de gloire dans les années 1990 puis connaît de nombreuses relégations au cours des dernières années dont quatre consécutivement entre 1997 et 2000.
Les Vallauriens que l'on surnomme "les Diables noirs" jouent dans leurs couleurs rayées noir et blanc au Stade des Frères Roustan et évoluent aujourd'hui en championnat départemental du district de la Côte d'Azur.

## Historique
Il est affilié à la Fédération sportive et gymnique du travail (F.S.G.T.) dont il remporte le championnat de France en 1947, 1957 et 1961. Le club est affilié à la F.F.F. depuis 1965.
Le 18 juin 1988, le Stade de Vallauris est champion de France de D4 en battant le RC Strasbourg 4-0 à Bourges. Lors de cette même saison, le club atteint les seizièmes de finale de la Coupe de France. Le club chute face aux pros du FC Mulhouse qui évoluent en deuxième division (1-3 et 1-2).
En juin 1990, le club accède sportivement à la D2 mais quinze jours plus tard, le Gazélec Ajaccio récupère des points sur tapis vert qui empêche Vallauris d'accéder au monde professionnel.
En 1993 il obtient sa montée en National (3e division). Il y reste deux saisons puis, est relégué administrativement en Nationale 2 en 1995. Le club connaît ensuite une relégation en Nationale 3 qui est rebaptisé CFA2 en 1997, puis une relégation en DH en 1998, une relégation en DHR en 1999 ainsi qu'une relégation en championnat départemental en 2000. En juin 2005, le club est sanctionné par cinq ans de suspension (dont trois ferme) de toute compétition seniors. Arrêt donc de l'équipe seniors. Le club s'investit désormais sur la formation des jeunes pour préparer un retour au plus haut niveau.
L'international français Johan Micoud a commencé sa formation au club, avant de partir pour l'AS Cannes. Un autre international français, Didier Six, est également passé par le club. 

## Joueurs passés par le club
- Johan Micoud
- Didier Six
- Zoran Vujović
- James Debbah
- Joe Nagbe
- René Bocchi
- Jean-Noël Cabezas
- Sébastien Migné
- Hervé Renard
- Gilles Hampartzoumian
- Alain Ravera

## Les présidents du club
- 1912-1919 : Auguste Simon (Président fondateur)
- 1919-1937 : Léon Roustan
- 1937-1941 : Jean Michel
- 1941-1947 : Jean Terrin
- 1947-1951 : Gustave Tordo
- 1951-1961 : M. Boetto
- 1961-1966 : Jean Racca
- 1966-1972 : Primo Lombrici
- 1972-1973 : Maxime Giacoma-Rosa
- 1973-1980 : Primo Lombrici
- 1980-1994 : Francis Travia
- 1994-1997 : Philippe Saint-Aubert
- 1997-1998 : André Lanquetin
- 1999-2001 : Hassan Salouh
- 2001-2004 : Bernard Mandrick
- 2005 : José Spatafora
- Juin 2005-Mars 2014 : Eric Labbez
- Mars 2014-juin 2014 : Alain Marino
- Juillet 2014 : Christian Cappadona
- Août 2014-Juin 2016 : Karim Belloucif
- Juin 2016 - Décembre 2022: Mehdi Abdelwahed
- Décembre 2022 : Fred Quimper